# Гедеон (Балабан)
Епископ Гедео́н (в миру Григорий (Феодор) Маркович Балабан; 1530, Львов — 10 февраля 1607, Унев) — церковный и политический деятель Речи Посполитой, православный епископ Львовский и Каменец-Подольский (1569—1607). Несмотря на первоначальную поддержку Брестской унии, с 1595 года и до конца жизни был её противником.

## Биография
Происходил из влиятельной галицко-волынской шляхетской семьи, был сыном предыдущего львовского епископа, Арсения (в миру Марка Балабана).
В 1565 (по другим данным, в 1566) году, после смерти отца, стал епископом Галицким, Львовским и Каменец-Подольским; сначала номинально, однако смог вступить в должность только в 1576 году. Впоследствии стал владельцем значительных имений.
Начало 1590-х годов ознаменовалось для епископа Гедеона Балабана затяжными конфликтами со львовским Успенским братством, в основном, касающимися имущественных и иерархических прав. В частности, был неурегулирован вопрос о праве собственности на Уневский и Онуфриев монастыри. Митрополит Киевский Михаил Рагоза, а затем и церковный собор 1590 года в Бресте и Вселенский патриарх решили спор между епископом и братством в пользу братства и признали, что оно должно быть свободно от власти львовского епископа и подчиняться непосредственно митрополиту. Гедеон Балабан обратился к польскому королю с просьбой назначить комиссию для пересмотра этого дела, после чего митрополит с ведома Патриарха объявил его лишённым сана и кафедры, как не подчиняющегося ни митрополиту, ни собору, ни патриарху и представившего чисто церковное дело на суд светской власти.
В 1591—1594 годах королю Сигизмунду III и папе Клименту VIII было подано несколько грамот с просьбой о введении унии в подчинённых Польше областях с православным населением. На этих грамотах вместе с другими подписями имелась подпись и печать епископа Гедеона Балабана. В январе 1595 года он собрал духовенство своей епархии на съезд, который объявил, что по примеру высшего духовенства признаёт власть римского папы. Таким образом, Балабан снова завоевал расположение сторонника унии митрополита Михаила. Митрополит восстановил его в епископских правах и даже отменил своё прежнее решение в пользу Львовского братства.
С 1590 года Балабан был участником всех переговоров с Ватиканом об объединении православной и католической церквей. В 1590 году стал инициатором встречи епископов холмского и белзского Дионисия Зборуйского, луцкого Кирилла Терлецкого, Пинского и Туровского Леонтия Пельчинского, которая проходила в Белзе, где впервые был поднят вопрос объединения церквей.

## После 1595 года
С 1595 года Балабан разорвал отношения со сторонниками унии, и с тех пор выступал в качестве её последовательного противника, которым оставался и до самой смерти. В своём выступлении на Брестском соборе 1596 года Балабан заявил, что он и его сторонники отвергают унию, а митрополит и другие епископы, принимая её, поступают незаконно. После этого епископы Гедеон Балабан и Михаил Перемышльский были лишены сана. Однако православный константинопольский патриарх Мелетий велел избрать нового митрополита вместо принявшего унию Михаила Рагозы, а до избрания назначил экзархом епископа Гедеона Балабана.
Ещё ранее, с 1582 года Балабан выступал против введения на Украине григорианского календаря.

## Просветительская деятельность
Ещё в 1585 году Балабан помог львовскому братству обновить типографию Ивана Фёдорова. В начале XVII века открыл две типографии: в Крылосе (1606) и в собственном имении в Стрятине (ныне с. Стратин, Рогатинского района Ивано-Франковской области) (1604), где работал Памво Берында и издавались церковные книги («Служебник», 1604 и «Требник», 1606). Там же Балабаном были открыты две греко-славянские школы. На базе Стратинской типографии уже после смерти Балабана был основан печатный двор Киево-Печерской лавры.
Гедеон Балабан умер 10 февраля 1607 года в селе Унив на Львовщине. Похоронен на территории Уневской лавры.